# Automatik
Automatik er den ingeniørmæssige disciplin, der beskæftiger sig med automatisering af maskiner og anlæg. Det omfatter bl.a. måling, styring, regulering af enheder i et anlæg så vel som kommunikation mellem enhederne og betjening at systemet.